# Júlia Duarte
Júlia Duarte é uma cantora moçambicana. Nasceu na cidade da Beira, Moçambique em 29 de Agosto de 1988. Ganhou fama nacional ao participar no reality show musical Fama Show da STV.

## Prémios
- BCI Mozambique Music Awards 2011[3]
  - Melhor Artista Feminina